# 小田原競輪場
小田原競輪場（おだわらけいりんじょう）は、神奈川県小田原市にある競輪場。施設所有および主催者は小田原市。競技実施はJKA東日本地区本部南関東支部。実況はバリー工業で担当は香川岳司。

## 概要
1949年8月15日に開設された。1周は333mで、残り2周の赤板から選手が一気に動き始める高速バンクであり、以前は走路の傾斜カント（角度）が最も大きかったことから、一時期海外遠征向けの練習地に使われたこともあり、自由民主党所属の参議院議員で元オリンピック選手（スピードスケート、自転車競技）の橋本聖子が練習地にしていたこともある。
周辺70Km圏内には平塚競輪場、伊東温泉競輪場、川崎競輪場があり、競輪の一大競合地帯となっている。この他場に挟まれた位置関係や選手宿舎が競輪場から離れている事があり、現存の競輪場では唯一GII以上のグレードのレースを開催した経験がない。記念競輪 (GIII) は『北条早雲杯争奪戦』として毎年8月に開催されるのが恒例になっており、開催初日（2018年までは2日目）のシード優秀競走は、小田原城にある城門の一つの「銅門（あかがねもん）」から名を取り、「銅門賞」の名称で行なわれている。
なお花月園競輪場の主催者であった神奈川県競輪組合も小田原競輪場で主催していたことから、2011年より川崎競輪場と1年交代で『花月園メモリアル』（GIII）を2013年まで開催している。また、花月園競輪場で開催されていた『伊藤繁杯』は本場に移動して開催されていた。
先着入場者へのファンサービスや企業タイトルレースの募集なども積極的に行っている。場内には昭和中期を思わせるレトロな売店長屋が並んでいる。
近隣に所在する小田原城天守閣への眺望が良く、場内にも多数の桜が咲いており、市民には「小田原市内で最も場所取りのしやすい桜の名所」として知られ、春先の競輪開催日には花見客でも賑わう穴場的なスポットとなっている。また、入場口付近には見事な藤棚も飾られている。場内の児童公園にはタブ、車道門入口にはエノキ、公用車駐車場にはムクなどの大木が植樹されており、植栽が豊かなことでも知られる。
トータリゼータシステムは富士通フロンテックを採用している。2006年4月開催から自場によるインターネットライブ中継を行っており、現在もJKAが継続している。
2007年4月にはマスコットガール「SunSunGirls」を結成した。また2011年4月より2014年3月までイメージキャラクターとして加藤茶を起用していた。
ガールズケイリンについては、女子選手用の控室がないことから長らく開催が見送られてきたが、施設の整備を行い2021年10月10日から自場で開催される事になった（小田原の開催が始まった事で、当時ほかにガールズケイリンの開催実績がないのは、小松島競輪場のみとなった）。同年度のガールズケイリンは、4開催全てがモーニング競輪として開催された。翌年度以降も同様にモーニングのみで継続されている。なお、全てモーニングで開催されている事もあり、SPEEDチャンネルでは一度も中継された事が無い。

### 存廃問題
2018年11月6日、小田原市役所で開かれた総務常任委員会にて、小田原競輪場の存廃問題が議論された。小田原競輪の売上額については、全盛期に500億円以上あった一方、2017年度は過去20年間で最低となる108億4,845万6,000円に留まり、約8,100万円もの赤字を計上したことで、複数の関係者が「見通しは厳しい」と見解を述べた。実際に過去にも何度か存廃問題が議論されたが、特に17年度は特別な支出がないにもかかわらず赤字となったのが決定打となり、来年（2019年）2月に結論を出すとした。
ただ、同年2月21日、小田原市は総務常任委員会を開き、当面は小田原競輪を存続していく方針を固めた。同委員会では、これまで未実施だったミッドナイト開催を他場に委託して行う計画や、自場でのガールズケイリン開催、民間への包括委託などについて話し合われたほか、老朽化している施設の耐震補強工事の予算の検討に入ることが確認された。
小田原競輪の収支改善のため、同年10月以降をめどに「ミッドナイト競輪」の開催に乗りだすことになった。ただ、小田原競輪場周辺は都市計画上の規制が多く、建て替えやナイター設備の新設ができないことから、他場での借り上げによる開催となる。また、現行の市の条例では同競輪場でしか競輪が開催できないことから、小田原市は6月の市議会にて自転車競走実施条例の一部改正案を提出し可決した後、関係団体各所に開催の打診を行った。なお、借り上げ先の競輪場は、神奈川県内で唯一ミッドナイト競輪を開催している川崎競輪場を念頭に置いている。その後、同年12月4日の開催から、川崎競輪場にて借り上げでミッドナイト競輪を初開催することが決定された。それ以降、ミッドナイト競輪は川崎または伊東を借り上げて開催されている。また、懸案だったガールズケイリンの開催も、場内の施設を一部改修したことで目途が立ったため、2021年10月より継続して開催されている。
その後、コロナ禍で巣ごもり需要が高まったことで、インターネットによる車券販売が好調に推移したことや、経営改革の成果もあり、同年度は5億円の黒字見込みとなるなど経営改善の見通しが立ったことで、当面は存続することが決定された。懸案の施設改修にも目途が付き、同年12月の市議会常任委員会で収支の黒字維持を条件に、存続の方針を報告した。市側は常任委員会で「少なくとも今後5年間は安定的に競輪事業を継続できる」と説明した。
2024年10月のモーニング競輪2開催の終了後から1年間に渡り改修工事を行う。スタンド2棟を解体した上に、その跡地を広場として整備されることになっている。改修工事中の小田原市主催開催は、ミッドナイトを川崎で開催し、対象の開催のCS中継には以前から出演しているオダワライダーも川崎側の出演者と共に出演する。工事が完了して、2025年9月30日からのモーニングで本場開催を再開する予定。

## チャリロト
2012年9月2日からの開催より、重勝式投票にあたるチャリロトが発売される。なお小田原は平塚競輪場・川崎競輪場・松山競輪場とキャリーオーバーを共有する『グループA』としての発売となり、キャリーオーバーの対象外であるチャリロト3は小田原の開催では従前発売されていなかったが、市自転車競走実施規則の改正により、2021年7月のジャパンカップから発売を開始している。

## バンク形状
- 周長：333.33m  設計速度：14.5m/s 長軸：131.834m 短軸：64.952m
- ホーム側幅員：11.3m バック側幅員：9.0m センター幅員：7.5m 見なし直線：36.1m
- 最大カント：35° 34' 12" 直線カント：3° 26' 01"

先行選手が有利な短距離走路であり、みなし直線は全国の競輪場で最も短い数値となっているが、実際の直線距離は確保されており追込選手はやや不利な程度。しかし直線からカーブへのカントの盛り上がりが急なため、コーナーにさしかかる外側からの捲りは決まりにくい。

## 入場料
2025年現在も本場開催時の入場料を徴収している少ない競輪場の一つである。
- 入場料 100円（本場開催日のみ）
  - （市内の指定有料駐車場を利用した場合は無料となり、土休日は1000円分の駐車サービス券を場内配布している）
- 特別観覧席（426席全席指定）
  - 本場開催時 1000円
  - 場外開催時 300円

## 記録
- 最高上がりタイム ボテイシャー 8秒7（2014年7月15日）
- 最高売上記録
  - 第1レース 104,452,300円 2007年8月19日（日曜日）
  - 決勝レース 829,676,000円 2006年8月13日（日曜日）
  - 1日 3,123,654,600円 2007年8月19日（日曜日）
  - 1開催 10,291,541,900円 2007年8月18日～21日
- 高額払戻金記録
  - 2車単 262,430円 2002年9月17日 第3レース
  - 3連単 1,515,670円 2004年10月23日 第10レース

## マスコットキャラクター
マスコットキャラクターは「輪太郎くん」。ファンからの公募により命名された、それにちなんで「輪太郎くんカップ争奪戦」が開催されている。
1999年8月11日から開催された開設50周年記念競輪を記念して、小田原競輪と小田原市を全国にPRできるようなマスコットキャラクターを募集し、応募作品総数533件の中から決定したマスコットキャラクター「輪太郎くん」は以降、小田原競輪のマスコットキャラクターとして活躍している。
4月19日 小田原競輪場マスコットキャラクター公募
6月21日 作品公募締切
7月22日 マスコットキャラクター決定（応募総数533件）。城下町小田原の歴史に登場する「武将」をモチーフにしたキャラクターと決定した。引き続きマスコットキャラクター・ネーミング公募。
10月13日 第一次選考会
10月21日 マスコットキャラクター・ネーミング「輪太郎くん」と決定。（応募総数3,586件）
12月10日 第4回小田原市営競輪第3日目S級シリーズ第9、第10レース選手紹介後場内ファンに紹介（お披露目）
2014年10月17日から「輪花ちゃん（りんかちゃん）」。輪太郎くんの彼女としてファンからの公募により命名された。これからの小田原競輪のイベントなどでの輪太郎くんとのコラボなどが期待されている。
7月27日 小田原競輪場マスコットキャラクター　輪太郎くんの彼女の名前募集
9月28日 ネーミング募集締切
10月17日 ネーミング「輪花ちゃん」と決定（応募総数747件）。

## アクセス
- 小田原駅西口から無料送迎バスで約5分（杉崎観光バスが運行。午前9時30分〜最終レース）、徒歩15分。

## 場外車券売場
- サテライト横浜 - 会員制（横浜市中区。2015年より川崎競輪場主催の川崎市・平塚競輪場主催の平塚市と共管）

## 歴代記念競輪優勝者
| 年     | 優勝者     | 登録地 |
| ------ | ---------- | ------ |
| 2002年 | 高木隆弘   | 神奈川 |
| 2003年 | 伏見俊昭   | 福島   |
| 2004年 | 石毛克幸   | 千葉   |
| 2005年 | 兵藤一也   | 群馬   |
| 2006年 | 荒井崇博   | 佐賀   |
| 2007年 | 佐藤友和   | 岩手   |
| 2008年 | 海老根恵太 | 千葉   |
| 2009年 | 藤原憲征   | 新潟   |
| 2010年 | 坂本亮馬   | 福岡   |
| 2011年 | 脇本雄太   | 福井   |
| 2012年 | 浅井康太   | 三重   |
| 2013年 | 長塚智広   | 茨城   |
| 2014年 | 桐山敬太郎 | 神奈川 |
| 2015年 | 池田勇人   | 埼玉   |
| 2016年 | 郡司浩平   | 神奈川 |
| 2017年 | 山岸佳太   | 茨城   |
| 2018年 | 郡司浩平   | 神奈川 |
| 2019年 | 郡司浩平   | 神奈川 |
| 2020年 | 和田真久留 | 神奈川 |
| 2021年 | 松井宏佑   | 神奈川 |
| 2022年 | 深谷知広   | 静岡   |
| 2023年 | 郡司浩平   | 神奈川 |
| 2024年 | 郡司浩平   | 神奈川 |
| 2025年 |            |        |
| 2026年 |            |        |

※1節4日間制開催となった、2002年4月以降の歴代記念競輪優勝者を列記。

### その他のG3
| 年     | 種別 | 開催名称                       | 優勝者   | 登録地 |
| ------ | ---- | ------------------------------ | -------- | ------ |
| 2017年 | G3   | 国際自転車トラック競技支援競輪 | 田中晴基 | 千葉   |
| 2023年 | G3   | 施設整備等協賛競輪             | 宿口陽一 | 埼玉   |
| 2025年 | G3   | 施設整備等協賛競輪             |          |        |

## サンサンヒルズ小田原
選手宿舎の「サンサンヒルズ小田原」は、競輪非開催日（本場開催日前後2日間と年末年始を除く）は研修施設として市民に一般供用を行っており、宿泊することもできる。食堂はレストラン・ピガールが運営している。
- 250-0033 小田原市水之尾143番地の1
  - 小田原厚木道路荻窪インターより自動車で3分
  - 国道1号箱根口より小田原競輪場を目印に自動車で5分